# Phylica schlechteri
Phylica schlechteri är en brakvedsväxtart som beskrevs av Neville Stuart Pillans. Phylica schlechteri ingår i släktet Phylica och familjen brakvedsväxter. Inga underarter finns listade i Catalogue of Life.